# Purificación Sedeño Fuentes
Purificación Sedeño Fuentes (Madrid, h. 1923) fue la primera mujer en acceder a las Cortes Españolas por elección durante la Dictadura de Francisco Franco; pues aunque Pilar Primo de Rivera y Mercedes Sanz Bachiller ya eran procuradoras desde legislaturas anteriores, lo eran de forma nata, en virtud de sus cargos, no electiva.
Purificación Sedeño fue presentada por un grupo de procuradores en el último tercio, de representación sindical, y elegida por amplio margen de votos. Pertenecía a la Sección de Transportes y Comunicaciones de la Organización Sindical Española, por su trabajo como telefonista de la C. T. N. E. Trabajaba en esa empresa desde poco después de terminar la Guerra Civil, y ejerció mucho tiempo como telefonista del cuadro del Jefe del Estado, y de las Cortes en 1943; siendo enlace sindical desde 1944, después vocal provincial y más tarde vocal nacional, hasta su nombramiento como procuradora. Fue procuradora durante la VII y VIII legislaturas (desde 1961 hasta 1967). Durante ese tiempo continuó, no sin dificultades, compatibilizando su trabajo de telefonista, pues los procuradores en Cortes no tenían dedicación exclusiva al cargo.
De sus trabajos en Cortes destacaron, como no podía ser de otra manera, sus intervenciones a favor del progreso social de la mujer, por ejemplo sus enmiendas a la Ley de Derechos Políticos, Profesionales y el Trabajo de la Mujer de 1961, que trataban de lograr el voto para viudas y hermanas solteras; o su petición al Ministro de Justicia de permitir el acceso a la carrera judicial de las mujeres en los Tribunales Tutelares de Menores, en junio de 1967.
No se pretendía en aquella época por parte de las escasas mujeres con voz pública reclamar la igualdad de oportunidades entre mujeres y hombres, tan solo una cierta mejora de las posibilidaddes sociales, laborales y personales de la mujer. En esta lucha por la igualdad, se centró ante todo en el acceso al mercado de trabajo. Así en una entrevista, tras afirmar que trabajar es «una virtud que ennoblece», de forma clara e inequívoca afirmó que «es conveniente que la mujer española, sin abandonar su hogar, que es, desde luego, su más importante misión tenga un lugar en el trabajo». Ese acceso al mundo laboral debía hacerse sin detrimento del hogar y los hijos, haciéndolos compatibles y para ellos afirmó «quisiera aprovechar esta ocasión para pedir al hombre toda su ayuda en este sentido, pues sin ella no sería posible esta equiparación profesional que todos deseamos». Que todo esto se hiciera por convicción sumisa en la desigualdad o por mera estrategia cara a conseguir sus objetivos de igualdad, al partir de una posición tan desigual, no queda claro y ha sido motivo de mucha polémica.
Se ocupó del Proyecto de Ley del Régimen de Sociedades (1964) y del proyecto de retribuciones de los funcionarios al servicio de la Magistratura de Trabajo (1966). Dirigió la representación española a la Conferencia Internacional del Trabajo de 1965 en Ginebra, máximo órgano de la Organización Internacional del Trabajo.
El 10 de diciembre de ese mismo año Rodolfo Martín Villa, delegado provincial de sindicatos la nombró comendadora de la Orden de Cisneros en un acto en Barcelona.